# Schubertiade

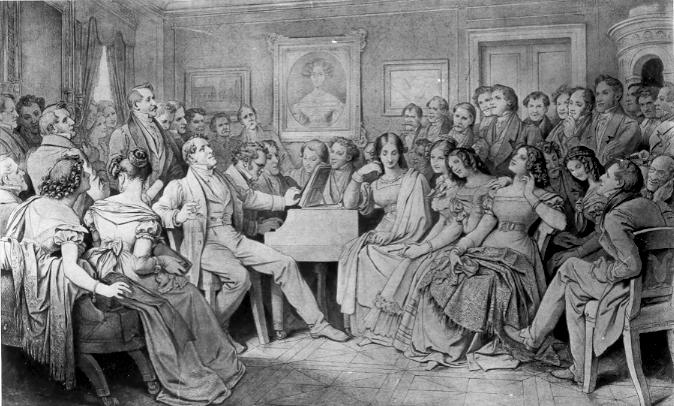
Schubertiade, Sepia-Zeichnung von Schuberts Freund Moritz von Schwind, 1868 aus der Erinnerung gezeichnet. Wien Museum, Wien

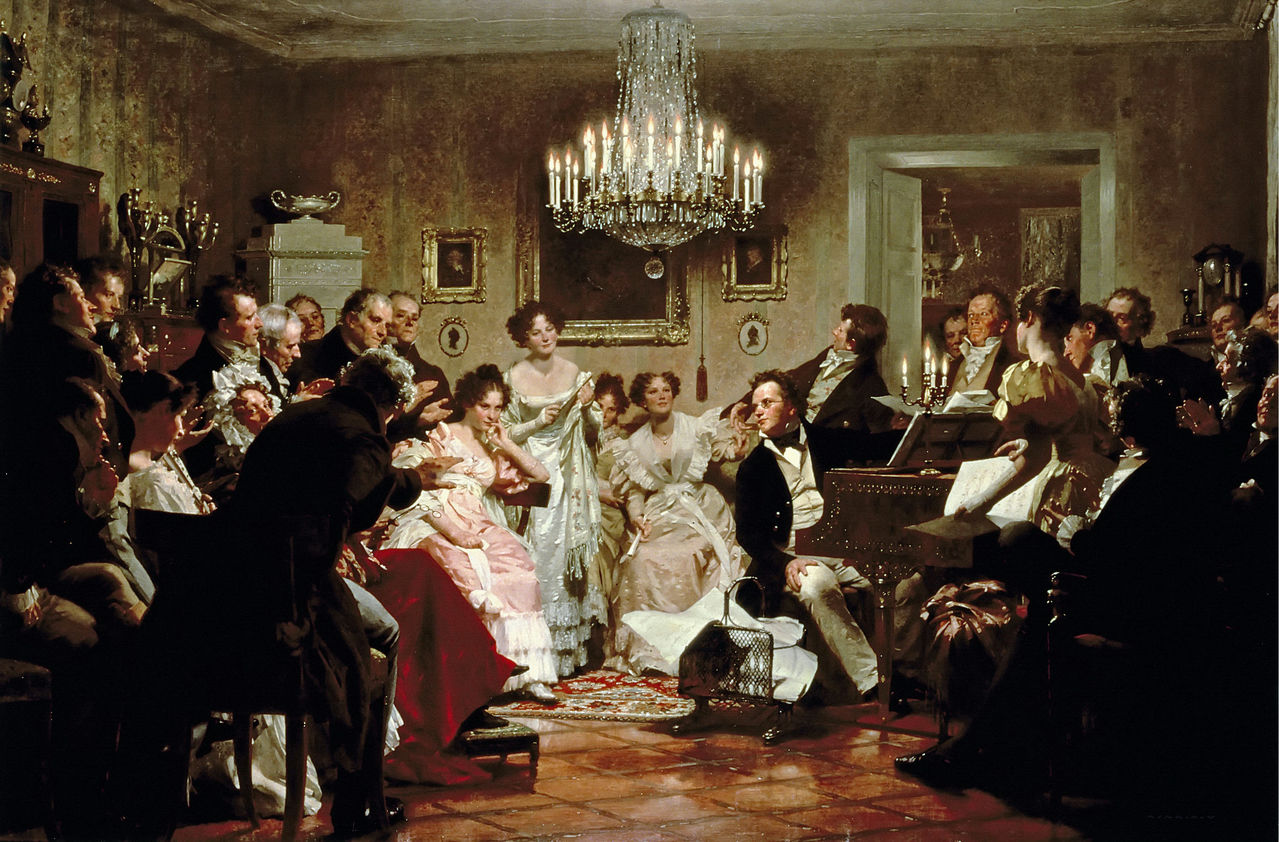
Eine Schubertiade, Ölgemälde von Julius Schmid (entstanden 1897)

Als Schubertiade werden seit den Lebzeiten des Komponisten Franz Schubert (1797–1828) Aufführungen seiner Werke bezeichnet. Zunächst wurde der Begriff für Aufführungen in privatem Rahmen verwendet, heute bezeichnet er auch Konzertreihen und Musikfestspiele.

## Schubertiaden zu Lebzeiten des Komponisten
1815–1824 fanden in der großen Wohnung der Familie Sonnleithner im Gundelhof (am Bauernmarkt 2–4) in Wien vielbeachtete Hauskonzerte statt. Ignaz Sonnleithner hatte einen Kreis von kulturell interessierten Bürgern um sich geschart und kam bald mit Schubert in Kontakt. Die Hauskonzerte Sonnleithners boten Schubert eine gute Möglichkeit, seine Werke in Wien bekannt zu machen.
Die erste dokumentarisch belegte Veranstaltung, die man im engeren Sinne als Schubertiade bezeichnen kann, fand am 26. Januar 1821 in der Wohnung der Familie von Schober statt (belegt durch einen Brief Joseph Hubers vom 30. Januar 1821 an seine Braut Rosalie Kranzbichler). Ab 1822 verwendete Schubert selbst den Begriff. Eine Schubertiade kann man auch alleine veranstalten, wie der Brief Leopold Kupelwiesers an Schober vom 8. März 1824 („auch geb’ ich mir zuweilen Schubertiaden“) beweist.

„So viel wusste ich bald, dass unserm Franz zu Ehren, der mit Zunamen Schubert hiess, ein kleines Fest, eine Art Suite veranstaltet war, die man eine Schubertiade nannte und mit der man ihn gewissermassen überrascht hatte.“

Zuweilen fanden die Veranstaltungen auch ohne den Namensgeber statt:

„Kein Wunder, daß er uns bisweilen ausriß und sogar manche ‚Schubertiade‘ ohne Schubert stattfinden mußte, wenn er just nicht gesellig gestimmt war oder ihm dieser oder jener Gast nicht besonders zusagen wollte.“

Bei den ersten Schubertiaden spielte Franz Schubert Klavier, und die Baritone Johann Michael Vogl oder später Carl von Schönstein sangen dessen Lieder. Auch Lesungen und geistvolle Unterhaltungsspiele, welche häufig unter einem bestimmten Thema standen, gehörten zu den Abenden. Diese waren eine Mischung von freundschaftlichen Treffen und literarisch-musikalischem Salon.
Häufige Gäste waren Joseph Sonnleithner, Leopold von Sonnleithner, Fritz und Franz von Hartmann, Anton von Doblhoff-Dier, Joseph Huber, Johann Baptist Jenger, Jacob Nicolaus Craigher, die Maler Moritz von Schwind, Ludwig Ferdinand Schnorr von Carolsfeld und Wilhelm August Rieder, die Dichter Johann Mayrhofer, Johann Gabriel Seidl und der Komponist und Dirigent Franz Lachner, sowie Schuberts engste Freunde Joseph von Spaun, Franz von Schober, Karl Enderes, Joseph Witteczek, Joseph von Gahy und Eduard von Bauernfeld.
Gastgeber der Schubertiaden waren neben Sonnleithner u. a. der Maler Ludwig Mohn, die Familie von Bruchmann, die Dichter Franz von Schlechta, Eduard von Bauernfeld und Schobers Onkel Joseph Derffel, Verwalter des Schlosses Atzenbrugg. Die letzte große Schubertiade zu Lebzeiten des Komponisten fand am 28. Januar 1828 bei Joseph von Spaun in dessen Wohnung in den sogenannten Wiener Klepperställen (zwischen Teinfaltstraße und Schreyvogelgasse) statt. Kurz zuvor war im Herbst 1827 bei Franz Schober vom Komponisten „ein Kreis schauriger Lieder“ – der große Liederzyklus Winterreise – präsentiert worden (von Schubert selbst nach den Erinnerungen von Joseph Spaun mit obigen Worten angekündigt). Durch solche und ähnliche Vorkommnisse sind die Schubertiaden auch musikhistorisch relevant.

## Schubertiaden heute
Seit dem 20. Jahrhundert wurden auch größere Musikfestspiele, die sich hauptsächlich mit Schuberts Werk befassen, mit dem Namen „Schubertiade“ bezeichnet, darunter insbesondere die von Hermann Prey und Gerd Nachbauer begründete Schubertiade im österreichischen Bundesland Vorarlberg, in den Orten Hohenems und Schwarzenberg.
Weitere Festspiele oder Konzertprogramme, die den Namen „Schubertiade“ tragen, sind die von dem Pianisten Thomas Seyboldt geprägte „Schubertiade im Ettlinger Schloss“ in Ettlingen (bei Karlsruhe), die „Schubertiade Schloss Eyb“ in Dörzbach (Hohenlohe), die „Schubertiade Luxemburg“, die „Schubertiade d’Espace 2“ in Biel/Bienne, die Schubertiade in Vilabertran (bei Barcelona) und die „Schubertiade“ des ALEA Ensembles in Weiz, die seit 1985 stattfindet. Die Schubertiaden Schnackenburg finden jährlich in dem Ort an der Elbe statt.